# Rhodes Peak
Der Rhodes Peak ist ein 780 m hoher Berg in der antarktischen Ross Dependency. An der Shackleton-Küste bildet er das seewärtige Ende der Holland Range an der Nordseite des Mündungsgebiets des Hoffman-Gletschers in den Lennox-King-Gletscher. 
Das Advisory Committee on Antarctic Names benannte ihn 1966 nach Lieutenant Commander A. G. Rhodes von der Royal New Zealand Navy, Kapitän des Forschungsschiffs HMNZS Pukaki zwischen Neuseeland und dem McMurdo-Sund in den Jahren 1964 und 1965.